# كريس جوردن
كريس جوردن (4 أكتوبر 1988 في باربادوس - ) (بالإنجليزية: Chris Jordan)‏ هو لاعب كريكت بريطاني. شارك مع منتخب إنجلترا للكريكت ومنتخب باربادوس الوطني للكريكت. أما مع النوادي، فقد لعب مع رويال تشالنجرز بنغالور وصن رايزرز حيدر آباد ونادي مقاطعة سري للكريكت ‏ وSylhet Strikers ‏ ونادي مقاطعة ساسكس للكركيت ‏ وAdelaide Strikers ‏ وSydney Thunder ‏.

## وصلات خارجية
- كريس جوردن على موقع إي آس بي آن كريك إنفو (الإنجليزية)
- كريس جوردن على موقع ويزدن الهند (الإنجليزية)